# Minuit à Gotham
Minuit à Gotham (en anglais : « Batman: Gotham After Midnight ») est une série de comics américain de 12 numéros mettant en scène Batman. Il a été réalisé par Steve Niles et Kelley Jones et édité par DC Comics de mai 2008 à avril 2009.

## Synopsis
Batman doit lutter contre un nouvel ennemi nommé Minuit, celui-ci est un psychopathe qui arrache le cœur de ses victimes. Durant cette traque, il trouvera sur sa route, nombre de ses ennemis habituels comme l'Épouvantail, Gueule d'argile ou le Joker.

## Personnages
- Batman
- Minuit

## Éditions
- 2008 : Gotham After Midnight (DC Comics, première édition anglaise)
- 2010 : Minuit à Gotham (Panini Comics, collection Big Books) : première édition française